# Прапор Старокостянтинова

Прапор Старокостянтинова

Прапор Старокостянтинова затверджений рішенням XI сесії міської ради за №4 від 28 лютого 2000 p. Прямокутне малинове полотнище з білою облямівкою по периметру, на якому - білий знак родини князів Острозьких. 
Автор - В.Ільїнський.